# Arabie saoudite aux Jeux olympiques d'été de 2004
L'Arabie saoudite participe aux Jeux olympiques d'été de 2004 à Athènes. Il s'agit de leur 8e participation à des Jeux d'été.
La délégation saoudienne, composée de 17 athlètes, termine sans médailles.